# Пам’ятник Темерницькій митниці
Пам'ятник Темерницькій митниці — скульптурний монумент, який був урочисто відкритий в 2010 році на набережній Ростова-на-Дону в честь Дня народження міста та підписання Наказу про заснування Темерницької митниці. Встановлення пам'ятника відбулось згідно з Постановою № 890 від 24.11.2010 року Адміністрації міста Ростова-на-Дону.

## Історія
На набережній міста Ростова-на-Дону 15 грудня 2010 року відбулось офіційне відкриття пам'ятника Темерницькій митниці. Подія була приурочена до святкування Дня народження Ростова-на-Дону і підписання Указу про заснування Темерницької митниці. Скульптура була виготовлена в Новоросійську під керівництвом майстрів з Ростова-на-Дону. Створили пам'ятник скульптори Сергій Олешня та Анатолій Демент'єв. На виготовлення монументу знадобилось більше 7 місяців.
24 лютого 2017 року з'явилась інформація щодо того, що пам'ятник частково пошкоджений. Були версії відносно вандалізму, але насправді пам'ятник був пошкоджений в результаті дорожньо-транспортної пригоди.
В центрі композиції — фігури митного офіцера, який тримає у руці Торговий статут, який датований 1731 роком. Також в нього є інші документи, які регулюють роботу митниці. Під час створення пам'ятника відбувались консультації з істориками для того, щоб зовнішній вид пам'ятника повністю відповідав тому історичному періоду. Висота пам'ятника становить 2 метри 20 сантиметрів. Він виготовлений з бронзи. Процес монтажу на набережній перед відкриттям зайняв кілька годин.
Пам'ятник встановлено на вулиці Береговій навпроти будинку № 15.
В Ростові-на-Дону є ще одна пам'ятка, яка нагадує жителям міста про заснування Темерницької митниці - монумент розташований на початку вулиці Великої Садової. Він був побудований в 1976 році.